# تورا-سان و رویارویی در جزیره
تورا-سان و رویارویی در جزیره (انگلیسی: Tora-san's Island Encounter) یک فیلم کمدی ژاپنی محصول ۱۹۸۵ به کارگردانی یوجی یامادا است. این فیلم سی و ششمین فیلم از مجموعه محبوب و طولانی‌مدت اوتوکو وا تسورای یو است.

## خلاصه
همسایه خانواده تورا سان، «آکمی»، که در «مشاور ازدواج تورا-سان» (۱۹۸۴) ازدواج کرده بود، از خانه شوهرش که فقط به کار علاقه دارد فرار می‌کند. تورا-سان او را به شیکینه‌جیما دنبال می‌کند و سعی می‌کند او را به خانه‌اش بازگرداند. در این کار او با گروهی از مدرسه روبرو می‌شود که برای ملاقات با معلم دبستان خود سفر می‌کنند، که اشاره ای به فیلم «بیست و چهار چشم» ساخته کیسوکه کینوشیتا است. تورا سان به آنها می‌پیوندد و عاشق معلم می‌شود.

## ارزیابی انتقادی
نامزدهای «تورا-سان و رویارویی در جزیره» در جایزه آکادمی فیلم ژاپن شامل بهترین بازیگر مرد (کیوشی آتسومی)، بهترین کارگردان (یوجی یامادا)، بهترین موسیقی نائوزومی یاماموتو، بهترین صدا (ایسائو سوزوکی و تاکاشی ماتسوموتو)، بهترین بازیگر نقش مکمل زن (جون میهو)، و بهترین کارگردانی هنری (Mitsuo Degawa) بود. استوارت گالبریث چهارم فیلم را دارای یک آغاز فیلم سرگرم‌کننده، اما نه برجسته در مجموعه «اوتوکو وا تسورای یو» قضاوت می‌کند، به‌ویژه اگر کسی ارجاعات به «بیست و چهار چشم» کینوشیتا را درک کند. کوین توماس از لس آنجلس تایمز آن را "یکی از بهترین هاً نامید و در نقد خود در سال ۱۹۸۶ اظهار داشت که "یامادا در "ماجراجویی جزیره توراً لحظات هیجان انگیزی برابر با آن ویژگی‌های بسیار نادری که او می‌تواند خارج از سریال ۱۷ ساله اش بسازد، خلق می‌کند. سایت آلمانی زبان molodezhnaja به «برخورد جزیره تورا سان» چهار ستاره از پنج ستاره می‌دهد و آن را یکی از نکات برجسته سریال می‌داند.